# Psychophora phocata
Psychophora phocata är en fjärilsart som beskrevs av Heinrich Benno Möschler 1862. Psychophora phocata ingår i släktet Psychophora och familjen mätare. Inga underarter finns listade.